# Polyphida buruensis
Polyphida buruensis är en skalbaggsart som beskrevs av Stefan von Breuning 1970. Polyphida buruensis ingår i släktet Polyphida och familjen långhorningar. Inga underarter finns listade i Catalogue of Life.